# Leptogium indicum
Leptogium indicum är en lavart som beskrevs av D. D. Awasthi. Leptogium indicum ingår i släktet Leptogium och familjen Collemataceae.   Inga underarter finns listade i Catalogue of Life.